# Wolverhampton

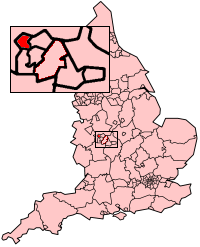
Ubicació de Wolverhampton dins d'Anglaterra

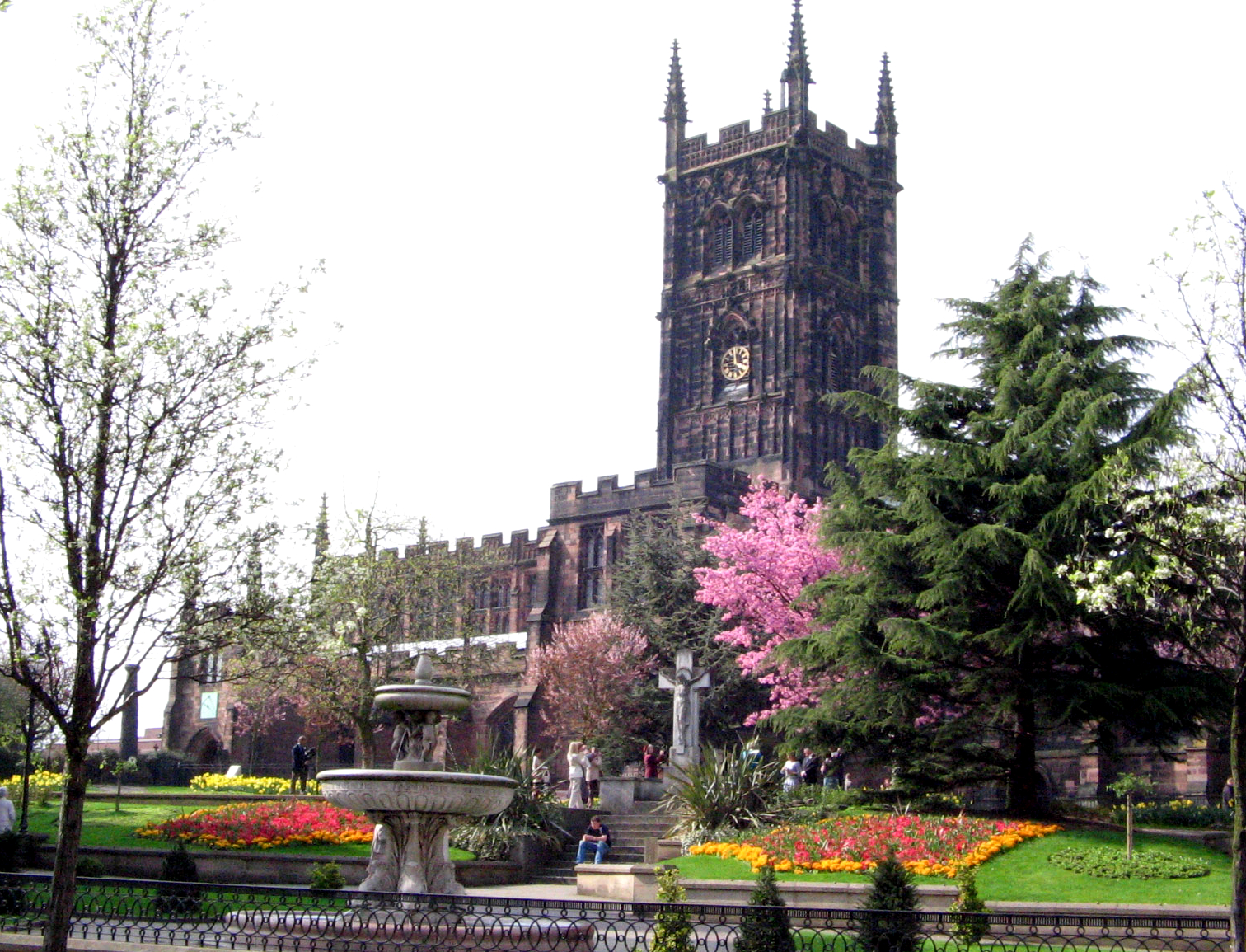
Església de St. Peter, a Wolverhampton.

Wolverhampton és una ciutat que pertany al comtat de West Midlands, a Anglaterra. Havia format part del comtat tradicional de Staffordshire. D'acord amb el cens del 2002, l'àrea de l'autoritat local tenia 239.358 habitants, i l'àrea urbana tenia 251.462, fent de Wolverhampton la tretzena ciutat més gran d'Anglaterra. És al nord-oest de Birmingham, a la zona coneguda com a Black Country, zona que al segle xix s'havia convertit en una de les més industrialitzades del país. Allà hi havia mines de carbó que han estimulat una important activitat industrial. Les principals indústries són les de l'automòbil, les de maquinària agrícola, l'aeronàutica i la de pneumàtics.

## Fills il·lustres
- Thomas John I'Anson Bromwich (1875-1929), matemàtic
- Alfred Noyes (1880-1958), poeta